# Gymnostachyum listeri
Gymnostachyum listeri är en akantusväxtart som beskrevs av David Prain. Gymnostachyum listeri ingår i släktet Gymnostachyum och familjen akantusväxter. Inga underarter finns listade i Catalogue of Life.